# 1960年3月27日日食
1960年3月27日日食是一次日偏食，發生於1960年3月27日。新月當天（即朔日），地球上觀測到月球和太阳的角距離極小，此時月球如果恰好在月球交點附近，穿過太阳和地球之間，與地球、太阳接近一直線，則會出現日食。由於月球偏北或偏南，本影及偽本影從地球以北或以南經過而未接觸地表，只有半影覆蓋了地球北端或南端部分區域，形成日偏食。此次日偏食月球偏南，出現在澳大利亚大部分、东部南极洲和周邊部分地區。

## 日食概況

### 出現區域
本次日偏食可在澳大利亚除北部和東部外的大部分、凱爾蓋朗群島、南极洲靠近印度洋的約一半看到。

### 基本參數
- 類型：日偏食
- 食分最大處（位於南极洲維多利亞地海岸以內約360公里）資料：
  - 時間：1960年3月27日7:24:34
  - 地點：72°06′S 151°54′E / 72.1°S 151.9°E
  - 食分：0.7058（日食帶內最大）[3]

## 相關的日食

### 1957-1960年的日食
月球交替位於相對的月球交點時，以半個交點年（食年），即約177天又4小時間隔出現下列日食。
| 降交點   | 降交點                   |          | 升交點                   | 升交點 |
| 沙羅週期 | 地圖                     | 沙羅週期 | 地圖                     |        |
| 118      | 1957年4月30日 環食       | 123      | 1957年10月23日 全食      |        |
| 128      | 1958年4月19日 環食       | 133      | 1958年10月12日 全食      |        |
| 138      | 1959年4月8日 環食        | 143      | 1959年10月2日 全食       |        |
| 148      | 1960年3月27日 偏食（南） | 153      | 1960年9月20日 偏食（北） |        |

### 沙羅周期
沙羅周期長度為18年11天。本次日食屬於沙羅周期148，共包含75次日食，依次為1653年9月21日至1996年4月17日的20次日偏食、2014年4月29日至2032年5月9日的2次日環食、2050年5月20日的1次全环食（亦稱混合食）、2068年5月31日至2771年8月3日的40次日全食、2789年8月13日至2987年12月12日的12次日偏食，總共歷時1334.23年。其中最長的全食發生於2609年4月26日，共持續5分23秒。
下表列舉了1901年至2100年間發生的屬於該周期的日食，是第15至25次：
| 15            | 16            | 17            |
| ------------- | ------------- | ------------- |
| 1906年2月23日 | 1924年3月5日  | 1942年3月16日 |
| 18            | 19            | 20            |
| 1960年3月27日 | 1978年4月7日  | 1996年4月17日 |
| 21            | 22            | 23            |
| 2014年4月29日 | 2032年5月9日  | 2050年5月20日 |
| 24            | 25            |               |
| 2068年5月31日 | 2086年6月11日 |               |

## 資料來源
1. ↑  樊忠玉. . 中国天文科普网.   [2016-03-21]. （原始内容存档于2014-09-17）.
2. ↑  Fred Espenak. . NASA Eclipse Web Site.   [2016-03-21]. （原始内容存档于2020-10-20）.（英文）
3. ↑  Fred Espenak. . NASA Eclipse Web Site.   [2016-03-21]. （原始内容存档于2020-10-29）.（英文）
4. ↑  Fred Espenak. . NASA Eclipse Web Site.（英文）

## 外部連結
- NASA日食專頁（页面存档备份，存于）（英文）
- 可見區域圖和時間統計：由弗雷德·埃斯佩納克做出的日食預報，NASA/GSFC
  - 貝塞爾元素

| \| \| 日食 \|                             |                              |                                           |
| 上一次日食： 1959年10月2日日食 （日全食） | 1960年3月27日日食 （日偏食） | 下一次日食： 1960年9月20日日食 （日偏食） |
| 上一次日偏食： 1956年12月2日日食          | 1960年3月27日日食 （日偏食） | 下一次日偏食： 1960年9月20日日食          |
|                                           | 日食                         |                                           |